# Beppe Cino
Giuseppe Cino, més conegut com Beppe Cino (nascut el 3 de febrer de 1947), és un director i guionista italià.

## Vida i carrera
Nascut a Caltanissetta, Cino es va formar al Centro Sperimentale di Cinematografia de Roma, es va graduar l'any 1970. El mateix any va començar una activitat tan intensa com a documentalista i com a ajudant de direcció, col·laborant especialment amb Roberto Rossellini, Vittorio De Sica i Steno. Va debutar com a director amb el drama experimental Il cavaliere, la morte e il diavolo, que també va escriure i produir.

## Filmografia

### Cinema
- Il cavaliere, la morte e il diavolo (1983)
- La casa del buon ritorno (1986)
- C'era una volta Palermo - documentario (1987)
- Rosso di sera (1988)
- Diceria dell'untore (1990)
- In viaggio verso Est (1992)
- Roberto Rossellini: Il mestiere di uomo - documentarl (1997)
- Miracolo a Palermo! (2005)
- Quell'estate felice (2007)

### Televisió
- Rice University - documental de televisiu (1971)
- Gli anni d'oro - 13 film TV (1989-90)
- Testimoni en perill - telefilm (1995)
- La villa dei misteri - film TV (1996)